# 樫尾篤紀
樫尾 篤紀（かしお あつき、1996年7月13日 - ）は、日本の俳優。高知県出身。ホリプロ所属

## 略歴
2017年、第42回ホリプロタレントスカウトキャラバンに応募し、ファイナリストとなる。

## 人物
- 趣味はフィルムカメラ・自転車・カレー屋巡り・散歩・サウナ [1]
- 特技はサッカー[1]

## 出演

### テレビドラマ
- 食い逃げキラー（2018年3月21日、WOWOW）
- グランメゾン東京（2019年10月20日 - 12月29日、TBS）
- 引き抜き屋 〜ヘッドハンターの流儀〜 第2話・第4話・最終話（2019年11月23日・12月7日・14日
- 100文字アイデアをドラマにした!「彼女は『好き』が言えない 〜浅川梨奈編〜」（2020年1月7日・14日、テレビ東京）
- アメリカに負けなかった男〜バカヤロー総理 吉田茂〜（2020年2月24日、テレビ東京）
- 彼が僕に恋した理由第3話・第4話（2020年8月23日・30日、TOKYO MX） - 片岡 役
- 記憶捜査〜新宿東署事件ファイル〜 シーズン2 第1話（2020年10月23日、テレビ東京） - 松本勇吾 役
- 赤ひげ3 第6回（2020年11月27日、NHK BSプレミアム） - 庄助 役
- 珈琲いかがでしょう 第1話 （2021年4月5日、テレビ東京）
- TOKYO MER〜走る緊急救命室〜 第10話（2021年9月5日、TBS） - 関東医科大学の医学生 役
- 連続ドラマW 雨に消えた向日葵（2022年7月24日 - 8月21日、WOWOW）
- クロサギ 第2話（2022年10月28日、TBS） - 水島 役
- キス×kiss×キス～メルティングナイト～（2022年10月20日 - 、テレビ東京）[3]
- 飴色パラドックス（2022年12月16日 - 2023年2月10日、MBS 他） - 雅やん 役
- 警視庁考察一課 最終話（2022年12月26日、テレビ東京） - 諸岡忍 役
- それでも結婚したいと、ヤツらが言った。 第3話・第4話（2023年1月19日・26日、テレビ東京） - 水谷俊哉 役
- 月曜プレミア8 横山秀夫サスペンス「ペルソナの微笑」（2021年11月29日、テレビ東京） - 佐伯 役
- 大奥「5代・徳川綱吉×右衛門佐 編」（2023年2月7日 - 3月14日、NHK総合） - 秋本 役
- テイオーの長い休日 第6話（2023年7月8日、東海テレビ・フジテレビ） - 初瀬翔 役
- おいハンサム!!2 第6話（2024年5月11日、東海テレビ・フジテレビ） - 川嶋 役
- 連続テレビ小説 あんぱん（2025年3月31日 - 、NHK総合） - 伊達正 役[4]
- ももの唄（2025年9月14日 - 9月28日予定、TOKYO MX） - 桝村研一 役[5]

### ウェブドラマ
- グッバイハロー（2019年3月、アプリWATCHY）
- こんなこと、LINEでしか言えない…（2021年8月13日、YouTube） - 堀口ヒロキ 役
- 私が獣になった夜 シーズン1 第4話（2021年7月9日、ABEMA）[6]
- 恋愛ドラマな恋がしたい〜KISS or Kiss〜（2021年5月1日 - 7月17日、AbemaTV）[7]
- 女盛り考察記（2023年10月4日 - 、YouTube） - たくや 役[8][9]

### 映画
- 下鴨ボーイズドントクライ（2018年11月）
- ニセコイ（2018年12月21日、東宝）
- 花束みたいな恋をした（2021年1月29日、東京テアトル / リトルモア）
- 燃えよ剣（2021年10月15日 [10]、東宝/アスミック・エース）

### 舞台
- 演劇ユニット【爆走おとな小学生】十四回全校集会『初等教育ロイヤル(赤組)』（2021年7月23日 - 7月25日、京都劇場）- あきよし 役
- 舞台『灼熱カバディ』（2022年2月18日 - 27日、シアター1010）- 水澄京平 役[11]
- トレインライドシアター『このレールはドラマチック』（2023年11月19日・23日、東京都23区内）[12]

### CM
- ザ・プロアクティブカンパニー「プロアクティブ+・スキンスムージングクレンザー」（2020年）
- NEC「【#詰んでる場合じゃない】NEC LAVIE × ABEMA 恋愛ドラマな恋がしたい」（2023年）
- 三菱地所レジデンス「ザ・パークハウス × 石崎ひゅーい　愛らしく 」（2023年）

### MV
- SHE IS SUMMER「女の子の告白」（2021年）
- SHISHAMO「君の大事にしてるもの」（2021年）